# Nesměň (Zásmuky)
Nesměň je vesnice v okrese Kolín, je součástí obce Zásmuky. Nachází se asi 2,5 kilometru jihozápadně od Zásmuk. Nesměň leží v katastrálním území Nesměň u Zásmuk o rozloze 7,13 km².

## Historie
První písemná zmínka o vesnici pochází z roku 1088.